# Mikaël Kingsbury
Mikaël Kingsbury (Sainte-Agathe-des-Monts, 24 luglio 1992) è uno sciatore freestyle canadese specialista delle gobbe, di cui è considerato il più grande atleta di sempre. Nel suo palmarès vanta un oro e due argenti olimpici, nove titoli mondiali, oltre a quattro argenti e due bronzi, e un totale di ventinove Coppe del Mondo.

## Biografia
In Coppa del Mondo ha esordito l'8 gennaio 2010 a Calgary (36º) e al termine della stagione, ha ottenuto il titolo di Rookie of the Year. Nella stagione successiva ha ottenuto il primo podio l'11 dicembre 2010 a Ruka (2º) e la prima vittoria dieci giorni dopo a Beida Lake. Ha esordito ai campionati mondiali a Deer Valley 2011, vincendo la medaglia di bronzo nelle gobbe e quella d'argento nelle gobbe in parallelo.
Nella stagione 2011-2012 ha vinto sia la Coppa del Mondo generale e quella di specialità delle gobbe. Ai Mondiali di Voss-Myrkdalen 2013 ha conquistato altre due medaglie: l'oro nelle gobbe e l'argento nelle gobbe in parallelo. Al termine della stagione ha vinto nuovamente la sfera di cristallo generale e quella di specialità delle gobbe. L'anno successivo ha esordito ai Giochi olimpici invernali a Soči 2014, dove ha vinto la medaglia d'argento nelle gobbe. Al termine della stagione ha vinto la sua terza Coppa del Mondo generale consecutiva e quella di specialità delle gobbe.
Ai Mondiali di Kreischberg 2015 ha aggiunto al proprio palmarès la medaglia d'argento nelle gobbe e quella d'oro nelle gobbe in parallelo. A fine stagione ha vinto nuovamente la Coppa del Mondo generale e quella di specialità delle gobbe. Nella stagione 2015-2016 ha vinto per la quinta volta consecutiva sia la Coppa del mondo generale sia quella di specialità delle gobbe. Nel 2018 ha preso parte ai XXIII Giochi olimpici invernali a Pyeongchang vincendo l'oro nella gara di gobbe.
Nel 2022 ha preso parte ai XXIV Giochi olimpici invernali a Pechino vincendo la medaglia d'argento nella gara di gobbe.

## Palmarès

### Olimpiadi
- 3 medaglie:
  - 1 oro (gobbe a Pyeongchang 2018)
  - 2 argenti (gobbe a Soči 2014, gobbe a Pechino 2022)

### Mondiali
- 15 medaglie:
  - 9 ori (gobbe a Voss 2013; gobbe in parallelo a Kreischberg 2015;  gobbe e gobbe in parallelo a Park City 2019; gobbe e gobbe in parallelo ad Almaty 2021; gobbe e gobbe in parallelo a Bakuriani 2023; gobbe in parallelo a Engadina 2025)
  - 4 argenti (gobbe in parallelo a Deer Valley 2011; gobbe in parallelo a Voss 2013; gobbe a Kreischberg 2015; gobbe a Engadina 2025)
  - 2 bronzi (gobbe a Deer Valley 2011; gobbe a Sierra Nevada 2017)

### Coppa del Mondo
- Vincitore della Coppa del Mondo di freestyle nel 2012, nel 2013, nel 2014, nel 2015, nel 2016, nel 2017, nel 2018, nel 2019 e nel 2020
- Vincitore della Coppa del Mondo generale di gobbe nel 2012, nel 2013, nel 2014, nel 2015, nel 2016, nel 2017, nel 2018, nel 2019, nel 2020, nel 2022, nel 2023, nel 2024 e nel 2025
- Vincitore della Coppa del Mondo di gobbe nel 2022, nel 2023 e nel 2025
- Vincitore della Coppa del Mondo di gobbe in parallelo nel 2022, nel 2023, nel 2024 e nel 2025
- 142 podi:
  - 99 vittorie
  - 33 secondi posti
  - 10 terzi posti

#### Coppa del Mondo - vittorie
| Data             | Luogo                | Paese         | Disciplina |
| ---------------- | -------------------- | ------------- | ---------- |
| 21 dicembre 2010 | Beidahu              | Cina          | MO         |
| 29 gennaio 2011  | Calgary              | Canada        | MO         |
| 10 dicembre 2011 | Ruka                 | Finlandia     | MO         |
| 20 dicembre 2011 | Méribel              | Francia       | DM         |
| 14 gennaio 2012  | Mont Gabriel         | Canada        | DM         |
| 19 gennaio 2012  | Lake Placid          | Stati Uniti   | MO         |
| 28 gennaio 2012  | Calgary              | Canada        | MO         |
| 2 febbraio 2012  | Deer Valley          | Stati Uniti   | MO         |
| 12 febbraio 2012 | Beidahu              | Cina          | MO         |
| 18 febbraio 2012 | Naeba                | Giappone      | MO         |
| 15 dicembre 2012 | Ruka                 | Finlandia     | DM         |
| 17 gennaio 2013  | Lake Placid          | Stati Uniti   | MO         |
| 26 gennaio 2013  | Calgary              | Canada        | MO         |
| 31 gennaio 2013  | Deer Valley          | Stati Uniti   | MO         |
| 15 febbraio 2013 | Soči                 | Russia        | MO         |
| 23 febbraio 2013 | Inawashiro           | Giappone      | MO         |
| 14 dicembre 2013 | Ruka                 | Finlandia     | MO         |
| 4 gennaio 2014   | Calgary              | Canada        | MO         |
| 9 gennaio 2014   | Deer Valley          | Stati Uniti   | MO         |
| 2 marzo 2014     | Inawashiro           | Giappone      | DM         |
| 16 marzo 2014    | Voss-Myrkdalen       | Norvegia      | DM         |
| 3 gennaio 2015   | Calgary              | Canada        | MO         |
| 9 gennaio 2015   | Deer Valley          | Stati Uniti   | MO         |
| 10 gennaio 2015  | Deer Valley          | Stati Uniti   | DM         |
| 29 gennaio 2015  | Lake Placid          | Stati Uniti   | MO         |
| 28 febbraio 2015 | Tazawako             | Giappone      | DM         |
| 1º marzo 2015    | Tazawako             | Giappone      | MO         |
| 12 dicembre 2015 | Ruka                 | Finlandia     | DM         |
| 23 gennaio 2016  | Val Saint-Côme       | Canada        | MO         |
| 30 gennaio 2016  | Calgary              | Canada        | MO         |
| 28 febbraio 2016 | Tazawako             | Giappone      | DM         |
| 5 marzo 2016     | Mosca                | Russia        | DM         |
| 10 dicembre 2016 | Ruka                 | Finlandia     | MO         |
| 21 gennaio 2017  | Val Saint-Côme       | Canada        | MO         |
| 2 febbraio 2017  | Deer Valley          | Stati Uniti   | MO         |
| 4 febbraio 2017  | Deer Valley          | Stati Uniti   | DM         |
| 11 febbraio 2017 | Pyeongchang          | Corea del Sud | MO         |
| 18 febbraio 2017 | Tazawako             | Giappone      | MO         |
| 19 febbraio 2017 | Tazawako             | Giappone      | DM         |
| 25 febbraio 2017 | Thaiwoo              | Cina          | MO         |
| 26 febbraio 2017 | Thaiwoo              | Cina          | DM         |
| 9 dicembre 2017  | Ruka                 | Finlandia     | MO         |
| 21 dicembre 2017 | Thaiwoo              | Cina          | MO         |
| 22 dicembre 2017 | Thaiwoo              | Cina          | MO         |
| 6 gennaio 2018   | Calgary              | Canada        | MO         |
| 10 gennaio 2018  | Deer Valley          | Stati Uniti   | MO         |
| 11 gennaio 2018  | Deer Valley          | Stati Uniti   | MO         |
| 18 marzo 2018    | Megève               | Francia       | DM         |
| 7 dicembre 2018  | Ruka                 | Finlandia     | MO         |
| 15 dicembre 2018 | Thaiwoo              | Cina          | MO         |
| 16 dicembre 2018 | Thaiwoo              | Cina          | DM         |
| 12 gennaio 2019  | Calgary              | Canada        | MO         |
| 26 gennaio 2019  | Mont-Tremblant       | Canada        | MO         |
| 23 febbraio 2019 | Tazawako             | Giappone      | MO         |
| 24 febbraio 2019 | Tazawako             | Giappone      | DM         |
| 7 dicembre 2019  | Ruka                 | Finlandia     | MO         |
| 15 dicembre 2019 | Thaiwoo              | Cina          | DM         |
| 25 gennaio 2020  | Mont-Tremblant       | Canada        | MO         |
| 1º febbraio 2020 | Calgary              | Canada        | MO         |
| 8 febbraio 2020  | Deer Valley          | Stati Uniti   | DM         |
| 22 febbraio 2020 | Tazawako             | Giappone      | MO         |
| 7 marzo 2020     | Krasnojarsk          | Russia        | DM         |
| 4 febbraio 2021  | Deer Valley          | Stati Uniti   | MO         |
| 5 febbraio 2021  | Deer Valley          | Stati Uniti   | DM         |
| 4 dicembre 2021  | Ruka                 | Finlandia     | MO         |
| 12 dicembre 2021 | Idre Fjäll           | Svezia        | DM         |
| 18 dicembre 2021 | Alpe d'Huez          | Francia       | DM         |
| 7 gennaio 2022   | Tremblant            | Canada        | MO         |
| 8 gennaio 2022   | Tremblant            | Canada        | MO         |
| 13 gennaio 2022  | Deer Valley          | Stati Uniti   | MO         |
| 12 marzo 2022    | Chiesa in Valmalenco | Italia        | DM         |
| 18 marzo 2022    | Megève               | Francia       | MO         |
| 19 marzo 2022    | Megève               | Francia       | DM         |
| 3 dicembre 2022  | Ruka                 | Finlandia     | MO         |
| 11 dicembre 2022 | Idre Fjäll           | Svezia        | DM         |
| 27 gennaio 2023  | Val Saint-Côme       | Canada        | MO         |
| 4 febbraio 2023  | Deer Valley          | Stati Uniti   | DM         |
| 17 marzo 2023    | Almaty               | Kazakistan    | MO         |
| 18 marzo 2023    | Almaty               | Kazakistan    | DM         |
| 8 dicembre 2023  | Idre Fjäll           | Svezia        | MO         |
| 9 dicembre 2023  | Idre Fjäll           | Svezia        | DM         |
| 15 dicembre 2023 | Alpe d'Huez          | Francia       | MO         |
| 23 dicembre 2023 | Bakuriani            | Georgia       | DM         |
| 20 gennaio 2024  | Val Saint-Côme       | Canada        | DM         |
| 27 gennaio 2024  | Waterville Valley    | Stati Uniti   | DM         |
| 1º febbraio 2024 | Deer Valley          | Stati Uniti   | MO         |
| 8 marzo 2024     | Almaty               | Kazakistan    | MO         |
| 9 marzo 2024     | Almaty               | Kazakistan    | DM         |
| 16 marzo 2024    | Chiesa in Valmalenco | Italia        | DM         |
| 30 novembre 2024 | Ruka                 | Finlandia     | MO         |
| 6 dicembre 2024  | Idre Fjäll           | Svezia        | MO         |
| 24 gennaio 2025  | Waterville Valley    | Stati Uniti   | MO         |
| 25 gennaio 2025  | Waterville Valley    | Stati Uniti   | DM         |
| 31 gennaio 2025  | Val Saint-Côme       | Canada        | MO         |
| 1º febbraio 2025 | Val Saint-Côme       | Canada        | DM         |
| 28 febbraio 2025 | Almaty               | Kazakistan    | MO         |
| 1º marzo 2025    | Almaty               | Kazakistan    | DM         |
| 12 marzo 2025    | Livigno              | Italia        | DM         |

Legenda:

MO = Gobbe

DM = Gobbe in parallelo